# Jairo Hernández
Jairo de Jesús Hernández Montoya (* 13. August 1972 in Calarcá, Quindío) ist ein ehemaliger kolumbianischer Radrennfahrer.

## Sportliche Laufbahn
Jairo Hernández wurde 1990 kolumbianischer Juniorenmeister im Straßenrennen. Fünf Jahre später wurde er Erster der Gesamtwertung bei der Vuelta a Guatemala. 1996 gewann er jeweils eine Etappe bei der Vuelta a Colombia und bei der Vuelta al Tolima. Auch 1998 war er wieder bei einem Teilstück der Vuelta a Colombia erfolgreich. 1999 wurde Hernández Erster der Gesamtwertung beim Clásico RCN und ein Jahr später gewann er dort eine Etappe. 
Bei den Panamerikameisterschaften 2001 wurde Hernández Meister im Zeitfahren. Außerdem gewann er in diesem Jahr erneut eine Etappe bei der Vuelta a Colombia. In der Saison 2003 gewann er jeweils eine Etappe bei der Vuelta a Boyacà und bei der Vuelta a los Santanderes. Ein Jahr später gewann er gleich zwei Teilstücke bei der Vuelta a Colombia und beim Doble Copacabana Grand Prix Fides. Bei der Vuelta de la Paz gewann er eine Etappe und konnte so auch die Gesamtwertung für sich entscheiden. Außerdem war er einmal beim Clásica Ciudad de Girardort erfolgreich. Im Jahr darauf gewann er Etappen beim Doble Copacabana Grand Prix Fides, beim Clásica Nacional Marco Fidel Suárez und beim Clásico RCN. 2006 war er auf einem Teilstück der Vuelta al Tolima erfolgreich und konnte so auch die Gesamtwertung für sich entscheiden. 2007 fuhr er eine Saison für das kolumbianische Continental Team Colombia Es Pasion. Er gewann eine Etappe beim Clasica de Guarné und zwei Etappen beim Clásica Nacional Marco Fidel Suarez. In der Saison 2009 beendete er seine Radsportlaufbahn.

## Erfolge
1990
- Kolumbianischer Straßenmeister (Junioren)

1995
- Gesamtwertung Vuelta a Guatemala

1996
- eine Etappe Vuelta a Colombia

1998
- eine Etappe Vuelta a Colombia

2001
- Panamerikanischer Zeitfahrmeister
- eine Etappe Vuelta a Colombia

2004
- zwei Etappen Vuelta a Colombia
- zwei Etappen Doble Copacabana Grand Prix Fides

2005
- eine Etappe Doble Copacabana Grand Prix Fides

## Teams
- 1997 Telecom-Flavia
- 1998 Avianca-Telecom
- 2000 Cantanhede-Marques de Marialva
- 2001–2005 05 Orbitel
- 2007 Colombia Es Pasion